# Bono
 For alternative betydninger, se Bono (flertydig). (Se også artikler, som begynder med Bono)
Bono (født 10. maj 1960), rigtigt navn Paul David Hewson er forsanger i den irske rockgruppe U2, der anses for at være Irlands største eksportvare i de sidste 20 år.

## Biografi

### Barndom
Paul David Hewson blev født på Rotunda Hospital i Dublin, Irland. Hans forældre (Iris Rankin og Robert Hewson)1960'ernes Irland; Iris var protestant, Robert katolik. Imod reglen om, at børn som blev født af forældre af forskellige trosretninger skulle oplæres i den katolske tro, blev både Paul og hans bror Norman (som var 8 år ældre) opdraget som protestanter og tog hver søndag med deres mor i kirke, imens Robert tog alene i den katolske kirke.
Pauls barndom var præget af skænderier med Norman; de kunne ikke lave noget sammen uden at slås, og den eneste Paul følte sig rigtigt knyttet til i familien var hans mor, Iris.

### Forhold til religion
Paul blev i sine unge dage døbt The Antichrist, en hentydning til hans manglende tro på Gud. Dette tog en større drejning, da Paul som kun 14-årig mistede sin mor og bedste ven, som døde af en blodprop i hjernen. Paul begyndte at studere Bibelen nærmere og blev mere og mere troende. I løbet af de næste år blev han gode venner med nogle andre drenge fra samme kvarter som han selv (Glasnevin, en forstad til Dublin), og de dannede en form for "klub" kaldet The (Lypton) Village. Hvert medlem af the Village skulle udstyres med et kælenavn for at være fuldbyrdet medlem. Pauls nickname blev "Bono Vox", latin for smuk stemme. Af andre medlemmer var der Guggi og Gavin Friday, som Bono den dag i dag er meget knyttet til.

### Dannelsen af U2
Bono klarede sig godt i skolen, men manglede motivationen. I stedet for at lægge sine kræfter i skolearbejdet på Mount Temple Comprehensive School, udviklede han et talent for skak, og svarede senere på en annonce på skolens opslagstavle. Annoncen var skrevet af Larry Mullen (senere Jnr); en dreng som gik en årgang under Bono og som desuden havde spillet trommer i en årrække, og han var interesseret i at mødes med andre unge med musikalske drømme.
Annoncen lovede intet, men alligevel tog Bono af sted til Larrys hjem, hvor seancen skulle foregå. Bono havde på dette tidspunkt ingen erfaring med musik eller sang, men var til gengæld i besiddelse af en karisma, som få kunne diske op med, samt et kæmpe ego og masser af personlighed (hvilket desuden også gjorde ham populær blandt piger til trods for hans dengang lidt klodsede udseende).
Han var ikke den eneste, som havde svaret på annoncen – til samme audition i Larrys køkken fandt man David og Dick Evans, to brødre som havde bygget deres egen elektriske guitar og Adam Clayton – en berygtet elev med britisk baggrund (de andre var meget imponerede over Adams afghanske frakke og musikalske, sofistikerede udtryk, som viste sig blot at være facade.) – Et par andre håbefulde unge havde ligeså mødt op. Alle ville være guitarist – bortset fra Larry, som havde sikret sig sin plads som trommeslager.
Bono påstod efter sigende at kunne spille guitar, men da dette ikke var tilstrækkeligt overbevisende, blev han sat til at synge, hvilket han i større stil beherskede. Adam endte som bassisten og Dave Evans som guitaristen. (David Evans blev senere til The Edge pga. hans markante ansigtstræk, samt hans brors medlemskab i The Village.)

## U2
U2 (som først hed Feedback, senere The Hype, og til sidst U2, efter idé af Steve Averil) etablerede sig hurtigt på Dublins punkrock-scene, og skabte sig sin egen lyd og et rygte som et godt liveband. Specielt deres karismatiske forsanger Bono imponerede med sin sceneoptræden – med hvilken han nåede ud til publikum gennem fysisk kontakt og drastiske stunts. De blev dannet i 1976 og var i 1980 i besiddelse af en kontrakt (det skal siges, at Island Records, deres daværende og nuværende selskab, var en af de sidste muligheder – der var ingen, der ville have dem) samt et flot debut album, Boy. I starten af 1980'erne blev U2 et mere og mere kendt navn, og i 1985 var de et stort navn på den internationale rockscene. Deres virkelige gennembrud, som sikrede dem stjernestatus, var tilblivelsen af klassikeren The Joshua Tree fra 1987, som vandt flere Grammy Awards og blev skamrost af kritikerne. Opfølgeren til dette fabelagtige album, Rattle & Hum, blev dog knap så stor en succes, (dette skete da Bono sled sin stemme op, under studie-udgaven af "God Part II" og en optrædelse af "Sunday Bloody Sunday") og gruppen blev nødt til at genopfinde sig selv.
Dette skete i form af det endnu mere legendariske album Achtung Baby fra 1991 samt den gigantiske turne, Zoo TV. Tilblivelsen af Achtung Baby skete for en stor del i de legendariske Hansa-studier i Berlin og er præget af tidens strømninger, sammenbruddet i Øst, moderne elektroniske instrumenter og den generelle optimisme og weltschmerz, som på en og samme gang definerer såvel Berlin som Achtung Baby.
Rent musikalsk har U2 i løbet af 1990'erne spillet en meget mere eksperimenterende form for musik, hvor de inddrog langt flere tekniske effekter end før set i deres musik. Efter floppet med deres Popmart-turne i 1997, som næsten ruinerede dem – showet kostede en kvart million dollars at holde kørende PR. DAG trappede U2 ned, og kom i efteråret 2000 tilbage med kæmpehittet og den kritiske succes, All That You Can't Leave Behind – en tilbagevenden til rock-rødderne fra 80'erne uden at miste tidens toneklang. Albummet modtog i alt 7 Grammy Awards, og hver single fra pladen er blevet Grammy belønnet. Deres dertilhørende turné blev den næstmest indtjenende i historien.
U2 har hele vejen siden 1980'erne været kendt som samvittighedens stemme inden for rockverdenen, og bandet har lige siden begyndelsen skilt sig ud, i og med at de er et stærkt religiøst band, som aldrig har kørt macho-stilen.
U2 er anerkendt verden over og har vundet et utal af priser, udgivet 14 albums, solgt over 150 millioner plader og har nået et utroligt bredt publikum.

## Trivia
Rent privat lever Bono sammen med sin kone siden 1982, Alison Hewson, og deres 4 børn, døtrene Jordan og Memphis Eve og sønnerne Elijah Bob Patricus Guggi Q og John Abraham, i Killiney, et fashionabelt kvarter 30 minutter væk fra Dublin.
Hans kendetegn er desuden også hans dybe involvering med velgørenhedsorganisationer. Han er en anerkendt sangskriver og står for 99 % af U2's sangtekster som er kendt for at være dybe og tankevækkende.
Bono har siden midt i 90'erne lidt af øjensygdommen grøn stær og går derfor altid med solbriller ved offentlige optrædener og fotograferinger
Der er udkommet en biografi om Bono, som er skrevet af Bono's gode ven Michka Assayas. Bogen hedder: Bono – I samtale med Michka Assayas ISBN 87-7247-929-9